# Аустралија на Светском првенству у атлетици у дворани 2003.
Аустралија је учествовала на Светском првенству у атлетици у дворани 2003. одржаном у Бирмингему од 14. до 16. марта десети пут, односно учествовала је на свим првенствима до данас. Репрезентацију Аустралије представљало је 5 такмичара (4 мушкарца и 1 жена), који су се такмичили у 4 дисциплине (3 мушке и 1 женска).
На овом првенству такмичари Аустралије нису освојили ниједну медаља али су оборили један континентални и један национални рекоред. У табели успешности према броју и пласману такмичара који су учествовали у финалним такмичењима (првих 8 такмичара) Аустралија је са 4 учесника у финалу делила 22. место са 12 бодова.
| Плас. | Земља      | 1. место | 2. место | 3. место | 4. место | 5. место | 6. место | 7. место | 8. место | Бр. финал. | Бод. |
| ----- | ---------- | -------- | -------- | -------- | -------- | -------- | -------- | -------- | -------- | ---------- | ---- |
| =22.  | Аустралија | 0        | 0        | 0        | 0        | 1        | 2        | 1        | 0        | 4          | 12   |

## Учесници
| Мушкарци: - Данијел Бетмен — 400 м - Виктор Чистјаков — Скок мотком - Пол Бургес — Скок мотком - Џастин Анлезарк — Бацање кугле | Жене: - Бенита Вилис — 3.000 м |  |

## Резултати

### Мушкарци
| Атлетичар        | Дисциплина   | Лични рекорд | Квалификације       | Квалификације       | Полуфинале           | Полуфинале           | Финале       | Финале      | Детаљи |
| Атлетичар        | Дисциплина   | Лични рекорд | Резултат            | Место               | Резултат             | Место                | Резултат     | Место       | Детаљи |
| ---------------- | ------------ | ------------ | ------------------- | ------------------- | -------------------- | -------------------- | ------------ | ----------- | ------ |
| Данијел Бетмен   | 400 м        | 45,93        | 46,11 КВ            | 1. у гр. 4          | 46,76 КВ             | 3. у гр. 1           | 46,47        | 6 / 18 (24) |        |
| Виктор Чистјаков | Скок мотком  | 5,81         | 5,60 кв ОКР, НР     | 1. у гр. А          |                      |                      | 5,60 ОКР, НР | 6 / 17      |        |
| Пол Бургес       | Скок мотком  | 5,51         | Без исправног скока | Без исправног скока | Није се квалификовао | Није се квалификовао |              |             |        |
| Џастин Анлезарк  | Бацање кугле | 20,69        | 20,25 КВ            | 5                   | 20,65                | 5 / 12 (14)          |              |             |        |

### Жене
| Атлетичарка  | Дисциплина | Лични рекорд | Квалификација | Квалификација | Финале       | Финале      | Детаљи |
| Атлетичарка  | Дисциплина | Лични рекорд | Резултат      | Место         | Резултат     | Место       | Детаљи |
| ------------ | ---------- | ------------ | ------------- | ------------- | ------------ | ----------- | ------ |
| Бенита Вилис | 3.000 м    | 8:42,75      | 8:57,08 КВ    | 3. у гр. 1    | 8:51,62 ЛРСд | 7 / 20 (21) |        |